# District de Pinggu
Le district de Pinggu (平谷区 ; pinyin : Pínggǔ Qū) est une subdivision de l'est de la municipalité de Pékin en Chine.

## Démographie
La population du district était de 391 182 habitants en 1999.